# Veľká hoľa
 (août 2012).
Veľká hoľa, culminant à 1 640 mètres d'altitude, est un pic de la crête principale du massif des Basses Tatras dans les Carpates occidentales de Slovaquie. Il en constitue le 67e sommet en altitude, et le 376e sommet de Slovaquie. 